# Gelasine
Gelasine es un pequeño género de plantas bulbosas de la familia de las iridáceas nativo de América.  Comprende 7 especies distribuidas desde Brasil hasta Uruguay y el noreste de Argentina.

## Especies
Las especies del género, su cita válida y distribución geográfica se listan a continuación:
- Gelasine caldensis Ravenna, Not. Mens. Mus. Nac. Hist. Nat. 21: 8 (1977). Brasil (Minas Gerais).
- Gelasine coerulea (Vell.) Ravenna, Not. Mens. Mus. Nac. Hist. Nat. 21: 8 (1977). Brasil a Argentina (Misiones).
- Gelasine elongata (Graham) Ravenna, Phytologia 65: 154 (1988). Sur de Brasil a noreste de Argentina.
- Gelasine gigantea Ravenna, Onira 10: 43 (2005). Oeste y centro de Brasil.
- Gelasine paranaensis Ravenna, Onira 10: 42 (2005). Brasil (Paraná).
- Gelasine rigida Ravenna, Bol. Soc. Argent. Bot. 10: 315 (1965). Brasil (Minas Gerais).
- Gelasine uruguaiensis Ravenna, Nordic J. Bot. 4: 348 (1984). Uruguay.